# Александер, Карл Фридрих
Карл Фридрих Александер (нем. Karl Friedrich Alexander; 1 мая 1925, Берлин, Веймарская республика — 10 мая 2017) — немецкий физик-ядерщик. Педагог, профессор Лейпцигского университета. Доктор наук (с 1954). Действительный член Академии наук ГДР (с 1973).

## Биография
Сын юриста. В конце Второй мировой войны проходил трудовую повинность в имперской службе труда, был призван на воинскую службу в качестве радиста. В августе 1944 года попал во французский плен. После окончания войны вернулся в Германию и с 1946 года изучал физику в Берлине.
В 1947 году вступил в СЕПГ. В 1950 году окончил Гёттингенский университет. Стал членом Коммунистическая партия Германии.
С 1951 года — сотрудник Института физики общества Макса Планка в Мюнхене (ФРГ). Затем переехал в ГДР.
В 1954 году защитил докторскую диссертацию по физике в Берлинском университете им. Гумбольдта.
С 1955 года принимал участие в строительстве и создании Центра им. Гельмгольца Дрезден-Россендорф (HZDR) в Дрездене.
В 1956—1966 годах участвовал в создании ядерного реактора в Институте атомной энергии имени Курчатова Академии наук СССР.
В 1956—1966 годах работал в Центральном институте ядерных исследований АН ГДР (с 1961 — заведующий лабораторией).
С 1959 года — профессор Дрезденского технического университета, затем возглавлял направление реакторных технологий и нейтроники в Центре им. Гельмгольца Дрезден-Россендорф (HZDR).
С 1961 по 1965 год — профессор ядерной физики в Университете имени Карла Маркса в Лейпциге. С 1966 по 1969 году К. Александер был заместителем директора лаборатории Объединенном институте ядерных исследований (Дубна Московской области, СССР). С 1970 по 1988 год — директор Центрального института электронной физики Академии наук ГДР. В 1973—1992 годах — действительный член Академии наук ГДР.
С 1970 по 1980 год — член редакции советского журнала «Физика элементарных частиц и атомных ядер». С 1981 по 1990 год — член, а с 1984 г. — секретарь Международной комиссии по физике плазмы Международного союза теоретической и прикладной физики. В 1986—1989 годах — член редакционного совета «Европейского физического журнала».
После роспуска Академии наук ГДР К. Александер был одним из учредителей Лейбницевского Общества наук в Берлине.

## Научная деятельность
Основные работы К. Александера посвящены ядерной физике, физике плазмы, процессам переноса в жидкостях, термодиффузии.
Исследовал короткоживущие изомерные состояния, образующиеся в реакциях с нейтронами и тяжелыми ионами, ускорение ионов сильноточными релятивистским электронным пучком.
Автор ряда работ в области ядерной и плазменной физики и термодиффузии. Опубликовал более 80 научных статей в журналах и сборниках.

## Награды
- Государственная премия ГДР по науке и технике 2-й степени (1986).